# Glabrotheca
Glabrotheca — рід грибів. Назва вперше опублікована 1939 року.

## Класифікація
До роду Glabrotheca відносять 2 види:
- Glabrotheca aciculispora
- Glabrotheca aciculospora